# Stressz
A stressz eredetileg a szervezetnek az ingerekre adott nem specifikus válaszát jelölő orvosi szakkifejezés volt. Mai értelmében azonban jelentése „folyamatos feszültség” vagy „tartós idegesség”, mely rendszerint egy vagy több állandó negatív ingerre adott tartós válaszreakció a szervezet részéről. A tartósan fennálló stressz akár komoly egészségkárosodást eredményezhet, mivel gyengíti a szervezet ellenállóképességét.

## Kiváltó okai - stresszorok
Sok esemény okozhat stresszt. Néhány közülük nagyszámú embert érint – ilyenek a háborúk, a nukleáris balesetek és a földrengések, vagy akár a felgyorsult életvitellel kapcsolatos mindennapi események (például tömegközlekedés, munkavégzés). Más típusúak az egyén életének nagyobb fordulatai: költözés, állásváltoztatás, házasság, (komoly) betegség.
A stresszkeltő események a következő kategóriák egyikébe tartoznak: az emberi tapasztalat szokásos határain kívül eső traumatikus események, befolyásolhatatlan események, bejósolhatatlan események, az események, amelyek kihívást jelentenek képességeinknek és énképünknek.
- Traumatikus események – Természeti katasztrófák, ember által okozott katasztrófák (háború), fizikai támadások. A túlélők először kábultak, teljesen kiürültek, ezt követően passzívak és a harmadik szakaszban szorongani kezdenek.
- Próbatételek – Például a vizsgák az iskolában.
- Belső konfliktusok – A stresszt belső folyamatok is kiválthatják. A legáthatóbb és legnehezebben megoldható konfliktus a következő motívumok között fordul elő.
  - Függetlenség vagy függőség – szeretnénk, ha valaki gondoskodna rólunk és megoldaná problémáinkat. A saját lábunkon való megállás az érettség jele.
  - Intim kapcsolat vagy magány – Párkapcsolati problémák, vagy épp a párkapcsolat hiánya miatt kialakuló belső feszültség
  - Együttműködés vagy versengés – A közösségből való kitűnés vagy a közösségbe való beilleszkedés vágyának be nem teljesülése
  - Az impulzusok kifejezése vagy az etikai normák betartása – Az elfojtott érzelmek, gondolatok, vágyak okozta belső feszültség

### Stresszor sajátosságai
- Befolyásolhatóság – Ilyen egy személy halála, az elbocsátás . Minél jobban tudjuk kontrollálni, annál kevésbé megterhelő.

Egy stresszkeltő esemény bekövetkezésének előrejelzése akkor is csökkenti a stressz súlyosságát, ha a személy nem képes ezt befolyásolni.

## Következményei

### Hirtelen
Hirtelen előállt stresszhelyzetben rendszerint ezek közül legalább kettő egyszerre figyelhető meg
- Ijedtség, rémület
- Szomorúság, izgatottság
- Étvágytalanság
- Immunrendszer gátlása
- Fokozott anyagcsere és a test zsírkészletének használata.

### Tartós
Hosszabb ideig fennálló tartós stressz hatására kialakulhat
- Tartósan rossz közérzet
- Szorongás
- Pánikrohamok, esetleg pánikbetegség
- Depresszió, ingerlékenység
- Soványság, elhízás
- Csökkent ellenálló képesség
- Menstruáció megszűnése
- Hajhullás

## A stresszre adott reakciók
A stresszkeltő szituációk érzelmi válaszokat eredményeznek. Ide tartozik:
- Szorongás – ezalatt értjük a félelem, feszültség és a rossz előérzetet. Ha az ember olyan eseményen megy keresztül, melyek meghaladják az emberi szenvedés normális terjedelmét, akkor poszttraumás stresszbetegségről beszélünk. Legfőbb tünetei: süketség a világra, alvászavarok, a trauma újraéledése az álmokban.
- Harag és agresszió – a harag agresszióhoz vezet. A gyerekek gyakran dühösek lesznek és agresszív viselkedést mutatnak, amikor frusztrációt élnek át. A frusztráció-agresszió hipotézis szerint egy személy erőfeszítését egy cél elérésében megakadályozzák, agresszív hajtóerő keletkezik, amely a személy viselkedését a frusztrációt okozó tárgy vagy személy megkárosítására motiválja.
- Fásultság és depresszió

Kognitív hatás - Stressz ronthatja a kognitív működést is. A magas emocionális arousal zavarhatja az információfeldolgozást. A súlyos stressz hatására pánikba eshetnek az emberek, mereven ragaszkodnak céltalan viselkedésmintáikhoz, mivel képtelenek alternatív mintákat mérlegelni.
Fiziológiai stresszreakció – A stresszortól függetlenül testünk automatikusan felkészül a veszedelemre. A külső inger (például veszélyes állat látványa) hatására adott válaszreakcióhoz a szervezetnek energiára van szüksége, így az izmok glükózfelhasználása, a májnak pedig a glikogénbontása növekszik, míg a glikogenezis mértéke csökken. Növekszik a test anyagcseréje, nő a szívfrekvencia, a vérnyomás. A nyáltermelés és az orrnyálkahártya váladékozása, illetve a bélperisztaltika csökken. A száj kiszárad, endorfinok választódnak ki. E fiziológiai változások többsége két, a hipotalamusz ellenőrzése alatt álló idegi-hormonális rendszer, a szimpatikus idegrendszer és az adrenokortikális rendszer aktivációjából fakad. A szimpatikus idegrendszer ingerli a mellékvesék velőállományát, amely adrenalin és noradrenalin hormonokat választ ki a véráramba. Ezek együttes hatása felelős a felsorolt válaszreakciókért. A hipotalamusz második funkcióját úgy oldja meg, hogy jelzést küld (CRH) az agyalapi mirigynek (hipofízis), hogy az adrenokortikotrop (ACTH) hormont válasszon ki. melynek hatására a mellékvese kortizolt termel.

## Megküzdési készségek
Azt a folyamatot, melynek során a személy megpróbál szembeszállni a stresszel, megküzdésnek nevezzük, s ennek két fő formája van. A személy összpontosíthat a speciális problémára, hogy megkísérelje azt a jövőben elkerülni vagy megváltoztatni. Ezt nevezzük problémaközpontú megküzdésnek. Foglalkozhat azzal is, hogy enyhítse a stresszkeltő helyzethez kapcsolódó érzelmi reakciókat, ha a helyzetet magát nem is tudja megváltoztatni. Ezt a folyamatot nevezzük érzelemközpontú megküzdésnek.
- Problémaorientált megküzdés – Az erőfeszítések a probléma megoldására irányulnak. Probléma elemzés, alternatív megoldások kidolgozása, elfogadás kognitív újrastrukturálás segítségével
- Érzelemközpontú megküzdés – Az erőfeszítések nem a probléma megszüntetésére, hanem pusztán a negatív érzelmek csökkentésére irányulnak. Elkerülés (struccpolitika), pszichoaktív szerek fogyasztása.
- Segítségorientált megküzdés – Az erőfeszítések külső segítség keresésére irányulnak.

## A stressz csökkentése és kezelése

### Társas támogatás szerepe
Az az ember, akinek sok társas kapcsolata van, tovább él, és kevésbé valószínű, hogy stresszel kapcsolatos betegség támadja meg. A barátok és a család számos módon jelentenek támaszt. Önértékelésünket védi. Felvilágosításokat és tanácsokat adnak, társaságot nyújtanak, és elvonják figyelmünket a szorongásról.

### Viselkedéses eljárás
A stresszhelyzetekre adott fiziológiai válaszok ellenőrzését segíteni hivatott viselkedési technikák a biofeedback, a relaxációs tréning és a testmozgás. Számos relaxációs tréninget alkalmazó vizsgálat áttekintése szerint a legfontosabb a relaxáció megtanulása. Néhány ember gyorsabban tanul meg relaxálni, ha biofeedbacket kap. Néhányan, akik nem szedik a vérnyomáscsökkentő gyógyszereket, fogékonyabbak a relaxációs tréningre, míg mások, akik megtanulták relaxációval szabályozni vérnyomásukat, elhagyják az eljárást. Akik rendszeresen végeznek valamilyen testmozgást, sokkal alacsonyabb pulzusszámot és vérnyomást mutatnak stresszhelyzetekben.

### Kognitív eljárások
A kognitív viselkedésterápia abban próbál meg segíteni az embereknek, hogy azonosítsák az olyanfajta stresszkeltő helyzeteket, amelyek fiziológiai tüneteiket okozzák, és hogy megváltoztassák azokat a módszereket, amelyekkel megküzdenek ezekkel a helyzetekkel. A biofeedback, a relaxációs tréning és a kognitív viselkedésterápia hasznosnak bizonyult abban, hogy segítsen az embereknek a stresszre adott fiziológiai válaszok kontrollálásában.